# Frank Vatrano
Frank Vatrano, född 14 mars 1994, är en amerikansk professionell ishockeyspelare som spelar för Anaheim Ducks i NHL.
Han har tidigare spelat på NHL-nivå för New York Rangers, Florida Panthers och Boston Bruins och på lägre nivåer för Providence Bruins i AHL, UMass Minutemen (University of Massachusetts Amherst) i NCAA och USNTDP Juniors i USHL.
Vatrano blev aldrig draftad av någon NHL-organisation.
22 februari 2018 blev han tradad av Bruins till Florida Panthers i utbyte mot ett draftval i tredje rundan 2018.

## Statistik
| 2007–2008   | Boston Jr. Bruins      | EmJHL       | 2  | 1  | 0  | 1  | 0  | — | — | — | — | — |
| 2008–2009   | Boston Jr. Bruins      | EmJHL       | 44 | 25 | 26 | 51 | 30 | 7 | 3 | 2 | 5 | 2 |
| 2009–2010   | Boston Jr. Bruins      | EmJHL       | 37 | 38 | 41 | 79 | 18 | 6 | 6 | 3 | 9 | 6 |
|             | Boston Jr. Bruins      | EJHL        | 8  | 0  | 2  | 2  | 2  | — | — | — | — | — |
| 2010–2011   | USNTDP Juniors         | USHL        | 34 | 11 | 4  | 15 | 22 | 2 | 1 | 0 | 1 | 0 |
|             | U.S. National U17 Team |             | 53 | 19 | 11 | 30 | 50 | — | — | — | — | — |
| 2011–2012   | USNTDP Juniors         | USHL        | 24 | 7  | 11 | 18 | 8  | — | — | — | — | — |
|             | U.S. National U18 Team |             | 60 | 16 | 19 | 35 | 24 | — | — | — | — | — |
| 2012–2013   | Boston Jr. Bruins      | EJHL        | 19 | 13 | 9  | 22 | 20 | — | — | — | — | — |
|             | USNTDP Juniors         | USHL        | 1  | 0  | 1  | 1  | 2  | — | — | — | — | — |
|             | U.S. National U18 Team |             | 5  | 0  | 4  | 4  | 21 | — | — | — | — | — |
| 2013–2014   | UMass Minutemen        | NCAA        | 1  | 0  | 0  | 0  | 0  | — | — | — | — | — |
| 2014–2015   | UMass Minutemen        | NCAA        | 36 | 18 | 10 | 28 | 28 | — | — | — | — | — |
|             | Providence Bruins      | AHL         | 5  | 1  | 0  | 1  | 0  | — | — | — | — | — |
| 2015–2016   | Boston Bruins          | NHL         | 39 | 8  | 3  | 11 | 14 | — | — | — | — | — |
|             | Providence Bruins      | AHL         | 36 | 36 | 19 | 55 | 22 | 3 | 1 | 0 | 1 | 2 |
| NHL totalt  | NHL totalt             | NHL totalt  | 39 | 8  | 3  | 11 | 14 | — | — | — | — | — |
| AHL totalt  | AHL totalt             | AHL totalt  | 41 | 37 | 19 | 56 | 22 | 3 | 1 | 0 | 1 | 2 |
| NCAA totalt | NCAA totalt            | NCAA totalt | 37 | 18 | 10 | 28 | 28 | — | — | — | — | — |
| USHL totalt | USHL totalt            | USHL totalt | 59 | 18 | 16 | 34 | 32 | 2 | 1 | 0 | 1 | 0 |